# Una O'Connor
Una O'Connor (Belfast, 23 oktober 1880 – New York, 4 februari 1959) was een Ierse actrice.
Ze werd geboren in een katholieke familie in Belfast in Noord-Ierland. Haar carrière startte ze in het Abbey Theatre in Dublin. Pas op latere leeftijd ging ze in films meespelen. Haar eerste film was Murder! van Alfred Hitchcock in 1930. Ze had ook grote rollen in The Invisible Man (1933), David Copperfield (1935), The Adventures of Robin Hood (1938) en The Sea Hawk (1940). Ze speelde haar laatste rol in Witness for the Prosecution van Billy Wilder in 1957.
Ze overleed aan hartfalen in 1959 op 78-jarige leeftijd. Ze was nooit getrouwd en had geen kinderen.